# Макіївка (Прилуцький район)
Макі́ївка — село в Україні, Чернігівській області, Прилуцькому районі. Входить до складу Варвинської селищної громади.

## Історія
У 1712 року село одержав у володіння Якубович Дем'ян Федорович (? — 9 травня 1724) — журавський сотник (1708—1712 рр.).
Село належало до Журавської сотні Прилуцького полку, а з 1781 року до Прилуцького повіту Київського намісництва.
Є на мапі 1812 року.
У 1862 році у володарському та казенному селі Макі́ївка була церква та 138 дворів де жило  1280 осіб (584 чоловічої та 692 жіночої статі).
У 1911 році у селі Макі́ївка Антонівської волості Пирятинського повіту Полтавської губенії була церква Різдва Пресвятої Богородиці, церковно-приходська школа та жило 770 осіб (382 чоловічої та 388 жіночої статі).

## Населення
Згідно з переписом УРСР 1989 року чисельність наявного населення села становила 310 осіб, з яких 134 чоловіки та 176 жінок.
За переписом населення України 2001 року в селі мешкало 239 осіб.

### Мова
Розподіл населення за рідною мовою за даними перепису 2001 року:
| Мова       | Відсоток |
| ---------- | -------- |
| українська | 97,89 %  |
| російська  | 2,11 %   |

## Відомі люди

### В селі народилися
- Тканко Олександр Васильович — Герой Радянського Союзу, почесний громадянин Черкас.